# 舞鶴市立青葉中学校
舞鶴市立青葉中学校（まいづるしりつ あおばちゅうがっこう）は、京都府舞鶴市行永（ゆきなが）にある公立中学校。舞鶴市の東舞鶴地区を東西に貫くJR西日本舞鶴線の南側に位置する。

## 沿革
- 1947年（昭和22年）5月3日 - 新学校制実施により「舞鶴市森中学校」として発足
- 1949年（昭和24年）1月8日 - 舞鶴市立森中学校を閉校
- 1949年（昭和24年）1月25日 - 舞鶴市立青葉中学校として開校
- 1949年（昭和24年）4月19日 - 校歌制定
- 1999年（平成11年）11月6日 - 創立50周年式典挙行

## 周辺
- 京都府道28号小倉西舞鶴線
- 与保呂川
- 東舞鶴公園

## 交通
- JR舞鶴線東舞鶴駅から、京都交通バス乗車約5分、青葉中学校口バス停下車徒歩約5分

## 著名な出身者
- 小原舞（元衆議院議員）

## その他
- 2017年（平成29年）6月 - 当時2年の女子生徒が校舎3階から転落して重傷を負う事故が発生した。不特定多数の生徒から長期にわたって無視などのいじめを受け、自殺を図ったとみられている。

## 通学区域が隣接している学校
- 舞鶴市立白糸中学校
- 綾部市立上林中学校
- 舞鶴市立城南中学校
- 舞鶴市立城北中学校
- 舞鶴市立和田中学校